# تنهایی (ترانه کالی اوچیس)
«تنهایی» (به انگلیسی: Solita) ترانه‌ای از خوانندهٔ کلمبیایی-آمریکایی کالی اوچیس می‌باشد که در ۴ دسامبر سال ۲۰۱۹ از سوی ویرجین ئی‌ام‌آی رکوردز و اینترسکوپ رکوردز منتشر گردید.